# Археспорий
Археспорий (от др.-греч. ἀρχή — начало и σπορά — семя) — группа клеток, из которых развиваются споры (у мхов и равноспоровых папоротникообразных) и микро- или мегаспоры (у разноспоровых папоротникообразных, голосеменных и покрытосеменных растений).
Различают первичный и вторичный археспорий. Первичный археспорий возникает на ранних стадиях развития спорангия. Последующими митотическими делениями клеток образуется спорогенная ткань, или материнские клетки спор (спороциты), которые непосредственно образуют споры в результате мейоза.
Отделившаяся внутрь клетка первичного эпителия при последующем делении образует вторичный археспорий. В семяпочке, в субэпидермальном слое нуцеллуса, возникает одна археспориальная клетка, реже несколько (многоклеточный археспорий).